# Čegem (město)
Čegem (rusky Чегем, kabardsky Шэджэм – Šežem) je město v Kabardsko-balkarské republice v Ruské federaci. Při sčítání lidu v roce 2010 měl přes osmnáct tisíc obyvatel.

## Poloha a doprava
Čegem leží na severním okraji Velkého Kavkazu na stejnojmenné řece Čegemu, pravému přítoku Baksanu v povodí Těreku.
Od Nalčiku, hlavního města republiky, je vzdálen přibližně deset kilometrů severně.
Přes město prochází dálnice M29 z Rostova na Donu k hranici s Ázerbájdžánem.

## Dějiny
Vesnice zde byla založena v roce 1822 s jménem Kundětovo (Кундетово). Od roku 1920 se nazývala Čegem Pervyj (Чегем Первый), tedy doslova První Čegem (pro odlišení od „druhého Čegemu“). V roce byla obec povýšena na sídlo městského typu a v roce 2000 na město, při čemž bylo jméno zkráceno na Čegem.